# Carol Miranda
Íris Caroline de Mello (* 13. Juli 1988 in São Paulo), bekannt als Carol Miranda oder Caroline Miranda, ist eine brasilianische Baile-Funk-Sängerin, Tänzerin, Model und frühere Pornodarstellerin, welche seit 2013 als Baile-Funk-DJ unter dem Künstlernamen Carol Shine aktiv ist.

## Karriere im Funk
Miranda wurde zunächst 2008 bekannt, als sie irrtümlich in den Medien als Nichte der populären Funk-Sängerin Gretchen vorgestellt wurde, obwohl sie tatsächlich die Nichte eines deren Ex-Gatten ist; der Irrtum führte dazu, dass Miranda als Gretchens Nachfolgerin als Rainha do Bumbum („Hintern-Königin“) betitelt wurde. Sie veröffentlichte die Funkstücke Melô do Piripipi und Não quero perder o selinho, eu só quero dar beijinho! (dt. etwa „Ich will das Jungfernhäutchen nicht verlieren, ich will nur küssen!“) und posierte nackt in den Männermagazinen Sexy und Vip.

## Pornokarriere
Ende 2008 stieg Miranda ins Pornogeschäft ein, wobei vor allem die ersten beiden Produktionen kontrovers diskutiert und kommerziell sehr erfolgreich wurden: Vorgeblich noch Jungfrau, praktizierte sie im ersten Film Fiz Pornô...Continuo Virgem („Ich habe einen Porno gedreht...und bin weiter Jungfrau“) nur Oral- und Analverkehr, im darauffolgenden zum ersten Mal Vaginalverkehr. Einige Monate danach behauptete sie, es zu bereuen, ihre Jungfräulichkeit auf diese Weise verloren zu haben.

## Sexy Dolls
2009 startete sie mit der Pornodarstellerin Júlia Paes und dem Model Sabrina Boing Boing die Girlband Sexy Dolls, die von den US-amerikanischen Pussycat Dolls inspiriert worden war. Trotz anfänglicher Erfolge verließ Paes 2010 die Gruppe, welche sich anschließend auflöste.

## Filmografie
- 2008 – Fiz Pornô... Continuo Virgem (Sexxxy World) – einer der meistverkauften Titel 2008[18]
- 2008 – Perdendo o Selinho (Sexxxy World)
- 2008 – Carol Miranda: A Stripper dos seus sonhos (Voyeur)
- 2009 – Caroline Miranda vs Júlia Paes (Sexxxy Brasil)
- 2009 – Encantos de uma Sereia (Sexxxy World)
- 2009 – Caroline Miranda: Rainha da Bateria (Sexxxy World)